# Joseph Alcazar
Joseph Americo Garcia (Orán, 1911. június 15. – Marseille, 1979. április 4.) algériai születésű, francia válogatott labdarúgó.

## Sikerei, díjai
- Olympique Marseille
  - Francia kupa: 1935